# Tootsi
Tootsi – wieś w Estonii, w prowincji Võru, w gminie Võru. 

## Urodzeni
- Gideon Ernst von Laudon